# Allison Cameron
Allison Cameron è un personaggio della serie televisiva statunitense Dr. House - Medical Division, interpretato da Jennifer Morrison. È uno degli assistenti di Gregory House al Princeton-Plainsboro Teaching Hospital, specializzata in immunologia.

## Profilo
Allison è una ragazza sui ventotto anni, bella e molto sensibile; è l'unico membro femminile del team di House nelle prime tre stagioni, prima che esso venisse sostituito.
A differenza di House, Cameron crede nella bontà del genere umano e all'inizio della prima serie è completamente fiduciosa negli altri. Col passare del tempo conserverà questa sua caratteristica divenendo tuttavia più disillusa. È atea, o meglio, come si spiega nell'episodio della prima serie Sul filo dell'errore, crede che ci sia un qualcosa di superiore al mondo che controlla gli eventi, ma non «un'entità antropomorfa di nome Dio che si interessa degli affari tuoi e miei», giacché si potrebbe definirla deista.
Di lei si viene a sapere che ha sposato a 21 anni un uomo malato di cancro alla tiroide con metastasi al cervello pienamente consapevole del triste epilogo della storia. House le rinfaccia spesso di provare compassione per chi è malato o in difficoltà, fino ad innamorarsene (a dimostrazione di questa teoria il diagnosta porta il fatto che ella si è innamorata di lui, che soffre moltissimo per il dolore alla gamba infartuata).
Essendo molto rispettosa dell'etica e molto sensibile e premurosa nei confronti dei pazienti, è subito vittima delle prese in giro di House, ma nel corso degli episodi impara a tener testa al suo capo.

## Carriera
Originaria del Midwest, ha frequentato l'Università Johns Hopkins e ha svolto un internato alla clinica Mayo.
Nel primo episodio della prima serie House le rivela di averla assunta "per un fatto estetico", chiarendo tuttavia che lo incuriosiva il fatto che una donna la cui bellezza avrebbe permesso di ottenere molto senza fatica avesse deciso di studiare medicina.
Nell'ultimo episodio della terza stagione, dopo le dimissioni di Eric Foreman e il licenziamento di Robert Chase, inaspettatamente la donna rassegna nuovamente le dimissioni (lo ha già fatto una volta nella prima serie, ma poi sotto esplicito desiderio di House è tornata nel suo team) e ringrazia House per tutto quello che le ha dato, concludendo la discussione con un sincero «mi mancherai». A partire dalla quarta stagione, dopo essersi licenziata dal team di House, è capo del reparto di pronto soccorso del Princeton-Plainsboro Teaching Hospital.

## Rapporti con altri personaggi

### House
Cameron è l'unico personaggio che dalla prima serie difende House. Lei stessa rivela che lo fa perché quella che inizialmente era solo ammirazione verso il suo capo, si è trasformata in un sentimento più profondo e sincero. Nonostante i suoi approcci e tentativi di penetrare nel cuore di House, l'uomo la rifiuta ripetutamente, nonostante provi interesse per la giovane dottoressa. In uno degli ultimi episodi della prima stagione, quando House sotto "ricatto" della dottoressa accetta di uscire con lei a cena (unica condizione da lei posta per tornare al lavoro dopo le sue dimissioni), le manifesta i suoi veri pensieri: per House la dottoressa Cameron ha solo bisogno di dare amore agli altri, di "riaggiustare" ciò che è danneggiato, come suo marito e come sé stesso, appunto, che nella puntata si autodefinisce "merce avariata". Dopo questo episodio, la dottoressa smette di dichiararsi all'uomo, affermando, seppur non del tutto vero, di aver superato la cosa. 
L'arrivo di Stacy Warner, ex convivente di House, l'allontana ancora di più dal suo capo. Nonostante ciò, non prova rancori per Stacy e continua a essere devota e premurosa nei confronti di House, effettuando commissioni per lui. Si manifesta (a suo dire) felice del fatto che House sia in grado di amare qualcuno (Stacy appunto), mentre lei credeva che fosse troppo contorto per amare.
Seppur per scopi medici (tentando infatti di ottenere con l'imbroglio un campione da analizzare per curare il tumore che House aveva finto di avere) arriverà a baciarlo nell'episodio Mezzo genio, coronando il sogno che covava fin dalla prima stagione. Una nuova soddisfazione le viene dal fatto che l'uomo non la rifiuta, ma risponde al bacio; il loro rapporto continua normalmente, senza stravolgimenti a causa del gesto che i due sembrano presto aver dimenticato.
In Bimba dentro la Cuddy la nomina amministratrice: Cameron deve quindi scegliere se consentire le procedure che House decide di applicare alla paziente; ella però finisce sempre per acconsentire alle rischiose cure o test che propone il suo vecchio capo, anche se alla fine le sue decisioni si riveleranno corrette, ma alla fine dell'episodio si dimette, perché si accorge di non essere in grado di dire di no a House, in quanto era stato proprio lui a insegnarle come diagnosticare e curare i pazienti e quindi le aveva trasmesso il suo metodo di cura.

### Wilson
Con il dottor James Wilson non ha mai avuto molte interazioni, ma le poche che si vedono sono state molto significative.
Nella prima serie Wilson incoraggia il rapporto fra House e Cameron, ritenendo che l'amico non sia immune al fascino della sua assistente. Il suo affetto nei confronti dell'uomo lo porta a chiedere alla dottoressa Cameron di "non spezzargli il cuore".
In un episodio della seconda serie, in un dialogo fra i due si scopre che la dottoressa si era innamorata del migliore amico di suo marito nel periodo in cui l'uomo era malato, ma che tuttavia non lo ha mai tradito dal punto di vista fisico, al contrario di Wilson.
Sempre nella seconda serie, Wilson le rivela che House teme di deludere i suoi genitori a causa del suo handicap e della sua infelicità.
Nella terza serie, invece, l'oncologo confida a Cameron di aver scoperto un cancro a House (che poi si scoprirà essere una menzogna inventata dal diagnosta stesso).
Nei primi episodi della quinta serie, l'investigatore privato assunto da House per spiare Wilson comunicherà al diagnosta che Wilson e Cameron trascorrono del tempo insieme parlando delle loro rispettive perdite (Wilson di Amber e Cameron di suo marito).

### Foreman
Con il suo collega Eric Foreman il rapporto è molto complicato.
Nella prima serie i due sembrano essere amici, anche perché lui si dimostra sinceramente "preoccupato" per l'appuntamento fra la collega e House.
Nella seconda serie (Un cane è per sempre) Eric tradisce la fiducia della dottoressa prendendo spunto da un suo articolo e pubblicandolo a suo nome. Quando ella gli chiede scusa per la reazione, questi replica che per lui lei è solo una collega, mentre la dottoressa Cameron lo riteneva un amico.

Nelle ultime puntate della seconda serie, quando il neurologo contrae una malattia letale e viene messo in isolamento, contagia la collega con una siringa infetta per obbligarla a tornare nella casa del paziente da cui ha contratto la malattia, per scoprire la fonte del contagio.
Quando House lo viene a sapere torna anche lui nella casa del paziente, accusando Allison di essere senza speranza, visto che anche prima che Foreman la pungesse con la siringa, e di aver aveva usato la puntura come pretesto, essendo intenzionata a rischiare la sua vita tornando nell'appartamento, per salvare la vita al paziente anche prima del rischio di infezione. Le chiede: «Che bisogna fare per farsi odiare da te?». Questo indica che, nonostante tutto, Cameron prova dell'affetto nei confronti di Eric.
In Euforia - Parte II Foreman, prima di entrare in coma, chiede perdono alla dottoressa dicendole che anche lui la riteneva un'amica. Dapprima titubante, la donna accetta le scuse dell'uomo poco prima che egli entri in coma.
Comunque è cosa certa che Foreman si fida di Cameron, perché le affida il compito di decidere della sua salute quando egli è in coma, cosa che sarebbe spettata al padre.
Nella terza serie, dopo la guarigione del dottore, sembra che il loro rapporto sia ancora un po' freddo.
Nella quarta stagione, nell'episodio Ad ogni costo, dopo un iniziale contrasto sul lavoro, il loro rapporto si riappacifica e perde quella lieve freddezza e apaticità che lo caratterizzano negli episodi precedenti, grazie a un dialogo confidenziale in cui Cameron fa riferimento alle vicende avvenute durante la malattia di Foreman, tuttavia senza alcuna ombra di rabbia o frustrazione verso il collega, anzi con la nostalgia di quei tempi passati, nel bene e nel male, insieme ai suoi colleghi e a House. Inoltre Cameron rincuora Foreman, che è avvilito per gli errori che commette e ha commesso nel suo lavoro, dicendogli: «Non farai mai tutto giusto, ma non farai neanche tutto nel modo sbagliato».

### Chase
Con Robert Chase il rapporto muta di stagione in stagione.
All'inizio Chase si dichiara attratto dalla bellezza della dottoressa, ma ella non contraccambia e fra i due il rapporto resta professionale, nonostante si noti spesso la gelosia del dottore nei confronti di House, che gode delle attenzioni di Allison.
Nella seconda stagione la Cameron teme di aver contratto l'HIV da un paziente. Incapace di affrontare la cosa, decide di drogarsi e proprio quando la dottoressa è sotto l'effetto delle anfetamine i due finiscono a letto insieme.
Nella terza stagione i due intraprendono, sotto esplicito desiderio della dottoressa e con il probabile intento di far ingelosire House, una relazione puramente sessuale, che si interrompe quando il dottor Chase vorrebbe portare la storia a un livello sentimentale. Nell'ultima puntata, dopo aver rassegnato le dimissioni, Cameron si presenta a casa di Chase dichiarando i suoi sentimenti per lui.
Nella quinta stagione la relazione diviene sicuramente più seria (come confermato nell'episodio Il prurito): si ritrovano sempre insieme a mangiare nell'ospedale o fuori la sera, si incontrano nelle rispettive case. Incominciano anche i primi problemi di coppia: Cameron vuole che Chase venga a casa sua, poiché i due si ritrovano sempre a casa di lui, ma l'uomo sembra riluttante. La dottoressa, arrabbiata con lui, gli fa ammettere il motivo di tale contrarietà: quando questi va a casa della donna ha la sensazione di essere un ospite di passaggio, infatti Cameron non gli offre mai un cassetto dove mettere le sue cose e trova sempre un modo per mandarlo via. Ella, infatti, avendo perso un marito, non ha il coraggio di allacciare formalmente un vero rapporto con Chase. Egli pone dunque Cameron davanti a una scelta, dicendole: «Io non posso inseguirti per sempre». Nonostante ciò il problema si risolve, infatti la donna si decide a non pensare più con rimorso al suo passato, ma a guardare avanti (sebbene ammetta che il ricordo del defunto marito continui a condizionarla), accettando una relazione seria con Chase. Infatti gli dice: «Ho liberato un cassetto per te. Uno bello grande», sia letteralmente (come si vede alla fine della medesima puntata) sia metaforicamente, ovvero il dottore entrerà davvero a far parte della sua vita.
Inizialmente voleva evitarlo perché aveva paura che le chiedesse di sposarla, ma poi ha accettato la cosa; inoltre in Sotto la mia pelle rivela di conservare lo sperma del marito defunto, cosa non accettata dal fidanzato; in seguito si consiglia con House su come comportarsi con Chase, se chiudere la relazione o accettare le regole del futuro marito. House consiglia a Cameron di mentire a Chase, dicendogli che avrebbe fatto eliminare lo sperma del fu marito. Cameron decide di seguire il consiglio di House, ma Chase non le crede, tuttavia accetta che la fidanzata tenga lo sperma del defunto marito, perché sa che ella ha bisogno di tenere qualcosa delle persone che ama e ha amato. Nell'ultimo episodio della quinta serie, Ora ambedue le parti, si sposa con il collega.

#### Allontanamento
Durante l'episodio Il tiranno Chase cambia le cure per il dittatore Dibala favorendone la morte, al fine di evitare il genocidio che avrebbe provocato nel suo paese.
Nel corso degli episodi successivi, Chase non è capace di parlarne con Cameron; nell'episodio Lavoro di squadra riesce finalmente a spiegare il motivo della sua angoscia e Cameron gli propone di trasferirsi con lei in un altro luogo per dimenticare l'accaduto.
Quando però il medico decide di rimanere nel team di House, la moglie sceglie di andarsene comunque, accusando House di averlo rovinato irrimediabilmente.
Fa poi due ritorni: nell'episodio Isolamento della sesta stagione e nell'ultima puntata della serie, sia come allucinazione di House sia per il funerale del suo ex capo. Si scopre, così, che ha un nuovo compagno e un figlio.